# La Tour des chevaux bleus
La Tour des chevaux bleus est une peinture réalisée par le peintre expressionniste, Franz Marc, en 1913, trois ans avant sa mort sur le front de la Première Guerre mondiale.
Cette œuvre, une des plus importantes de l'artiste est portée disparue depuis la fin de la Seconde Guerre mondiale en 1945. Son dernier propriétaire a été Hermann Göring, qui avait saisi le tableau pour enrichir sa collection personnelle lors de l'exposition d'« Art dégénéré » organisée par les nazis à Munich, en 1937.

## Description
Ce tableau de grandes dimensions ne peut être actuellement observé que sur des reproductions. Quatre chevaux d’un bleu transparent sont représentés les uns au-dessus des autres, vus de face, leurs têtes tournées à dextre en une sorte d’élan, comme s’ils étaient attirés par quelque chose flairé, en dehors du tableau, qu’ils fixent, les immobilisant là dans cette position ; les corps sont saillants, « puissants ». Leurs croupes sont au centre du tableau. Le côté gauche est occupé par un paysage rocheux abstrait dans les tons jaune, brun et rouge, dominé par un arc-en-ciel strié d'orange dans un ciel jaune. L'arc-en-ciel, le croissant de lune et la croix sur le corps du premier cheval illustrent peut-être la volonté de l'artiste de représenter l'unité du Cosmos et de la nature.

## Conception
La Tour des chevaux bleus est une des premières toiles abstraites du peintre ; elle a vu le jour à Sindelsdorf où il résidait. Marc s'intéressait depuis longtemps au thème du cheval. Ainsi, son célèbre tableau Cheval bleu I, de 1911, représente un poulain dans les tons bleus.

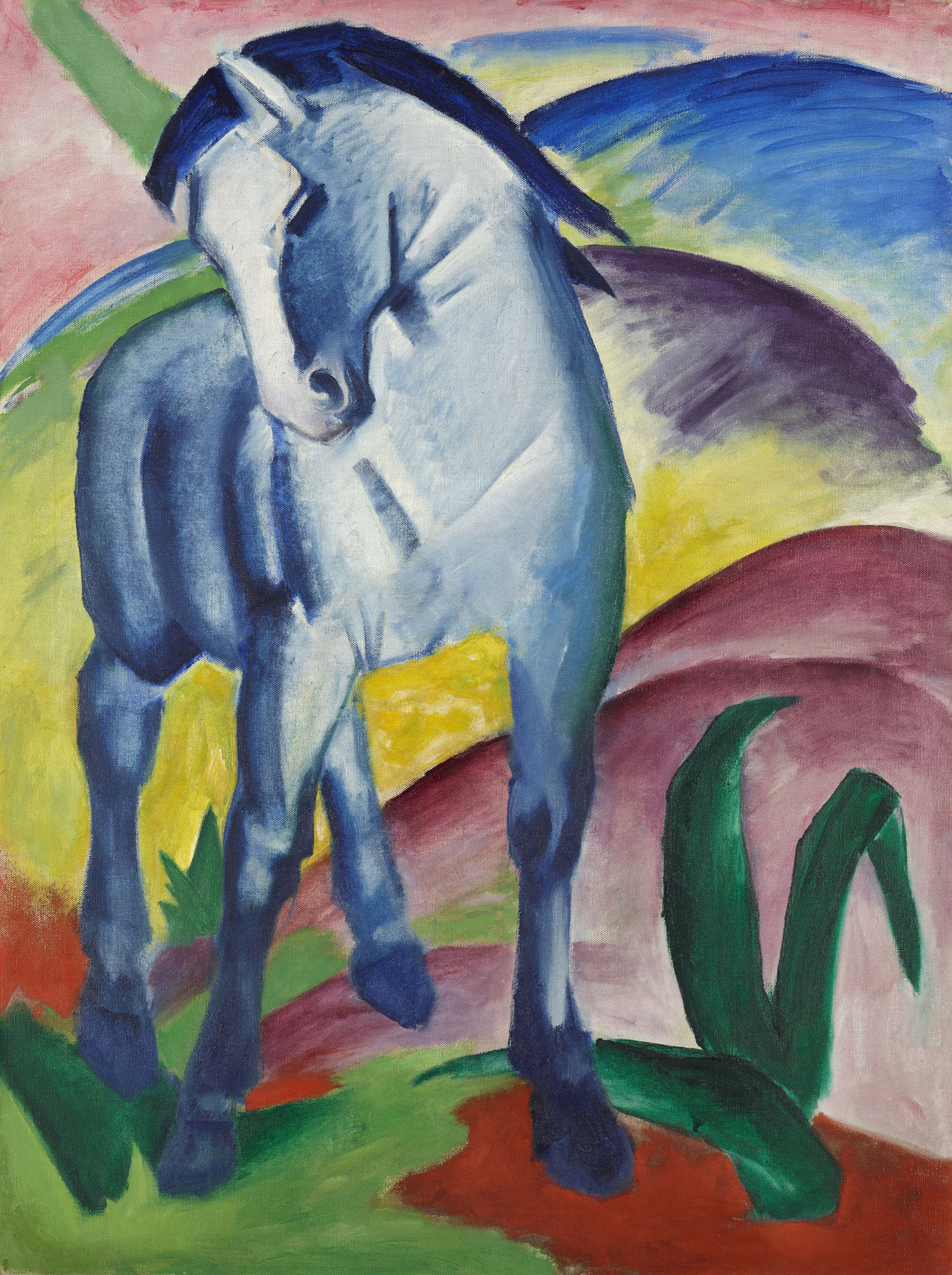
Cheval bleu I, 1911, huile sur toile, musée Lenbachhaus (Munich).

Dans sa théorie des couleurs, le bleu représente le sexe masculin. Franz Marc la formule dans une lettre à August Macke datée du 12 décembre 1910, dont un passage, souvent cité, est régulièrement mis en avant pour interpréter ses chevaux bleus :

« Le bleu est le principe masculin, austère et spirituel. Le jaune est le principe féminin, doux, gai et sensuel. Le rouge est la matière, brutale, pesante ; il est la couleur qui doit toujours être combattue et vaincue par les deux autres. »

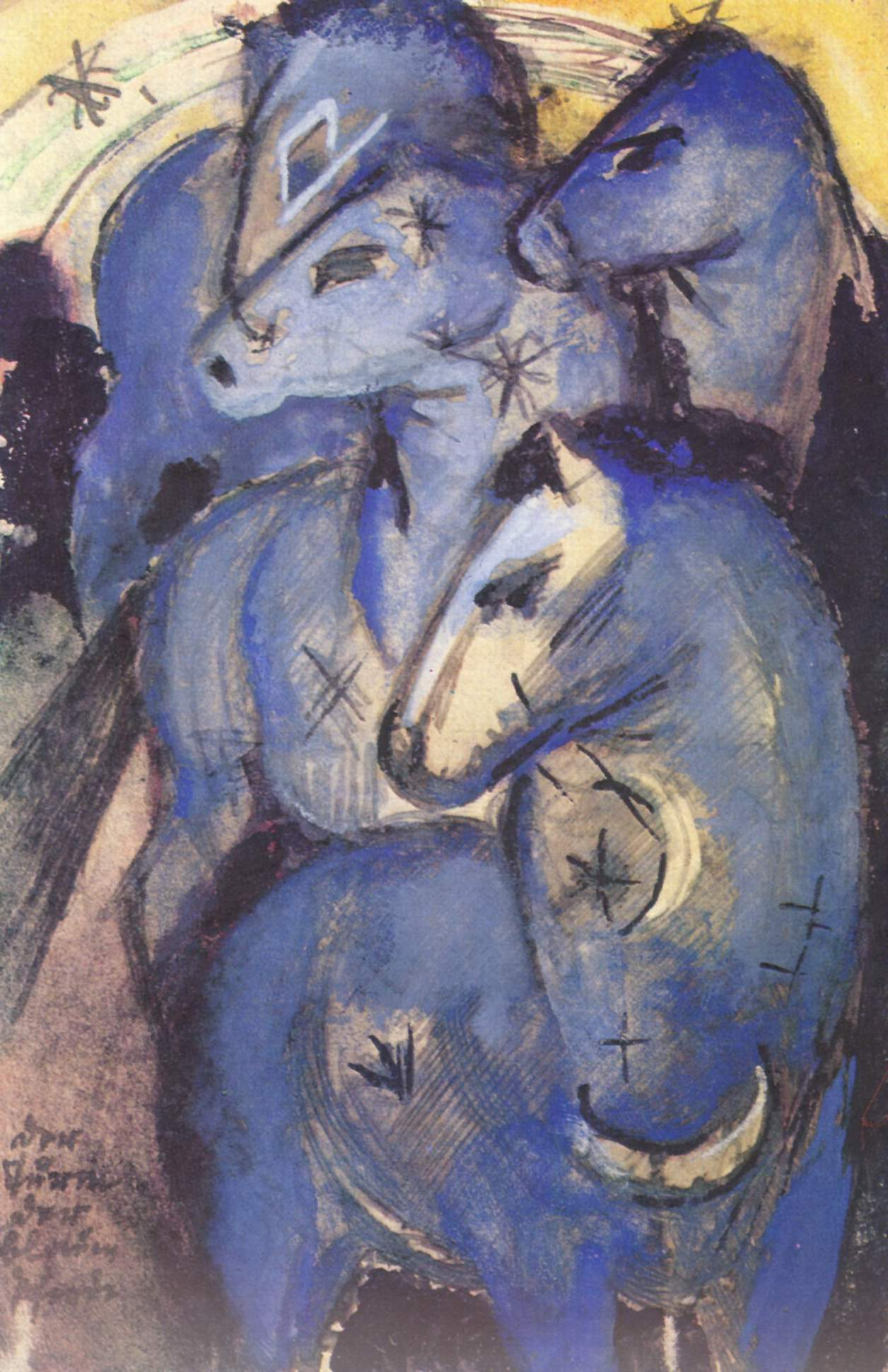
La Tour des chevaux bleus (1912-1913), gouache et encre de Chine sur papier, collection graphique d'État de Munich.

Ce principe qui associe le jaune au féminin est présent par exemple dans La Vache jaune, toile de 1911 ; cette toile a été accrochée à la première exposition du Blaue Reiter, qui s'est tenue du 18 décembre 1911 au 1er janvier 1912 à Munich.
Sur une carte postale de 1912, adressée à son amie poétesse Else Lasker-Schüler, on peut voir un dessin à la gouache et à l'encre de Chine. À côté d'un cheval et d'un cavalier figurent les mots suivants : « Le cavalier bleu présente à votre Majesté son cheval bleu… » Il s'agit de la première d'une série de 28 cartes de vœux que Marc a envoyé à la poétesse. Une carte de vœux pour la nouvelle année 1913 au format 14 × 9 cm a été la première esquisse du tableau, réalisée à partir d'un premier jet au crayon de papier.
Le tableau a été peint dans les premiers mois de la nouvelle année ; son ami Wassily Kandinsky l'a vu à Sindelsdorf encore sur le chevalet dans le grenier de la maison de ferme où Marc avait son atelier en hiver. Probablement terminé au printemps, vraisemblablement au mois de mai, il est mentionné par Marc qui fait part de ses travaux avec enthousiasme à August Macke, dans sa correspondance, d’abord en mars puis de nouveau en mai.

## Histoire
Exposé au Premier Salon d'automne allemand en septembre 1913, La Tour des chevaux bleus impressionne particulièrement Lyonel Feininger qui le découvre à cette occasion. Dans une lettre à Alfred Kubin datée du 5 octobre 1913, il écrit :

« Marc a su me donner aujourd’hui quelque chose de direct, d’immédiat. Ses tableaux recèlent un véritable et grand élan, une force puissante. La Tour des chevaux bleus, notamment, me parut d’une beauté transcendante, et, par sa forme comme sa couleur! somptueuse. »

Le tableau a été acquis en juillet 1919 pour 20 000 Reichsmarks par Ludwig Justi, directeur de la Galerie nationale de Berlin, sur les conseils de August Gaul à Maria Marc, la veuve de Marc. Il a été accroché au palais du Kronprinz dans un endroit bien en vue. Les visiteurs des Jeux olympiques d'été de 1936 ont pu encore l'admirer.

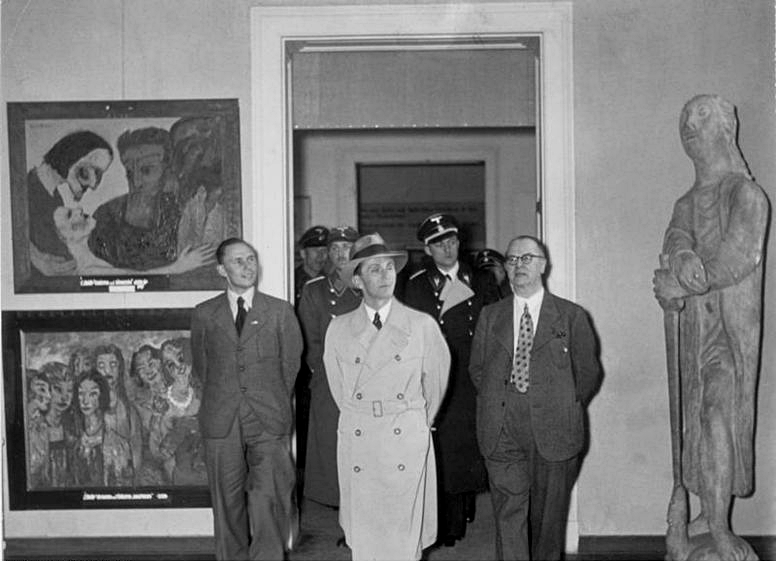
Joseph Goebbels à l'exposition « Art dégénéré » de Munich en 1937.

En 1937, les nazis ont diffamé certains artistes, dont Marc, comme artistes dégénérés. Ils ont saisi plus de 130 de ses tableaux dans les collections et les musées allemands dont tous ceux de la Galerie nationale. Six ont été exposés à partir du 19 juillet 1937 à l'exposition d'« Art dégénéré » qui a été ouverte à l'Institut archéologique du Palais de la Résidence à Munich.
La Tour des chevaux bleus (numéro d'inventaire 14126) a été retiré de l'exposition en même temps que d'autres tableaux de Marc, après que la Fédération des officiers allemands ait protesté auprès de la Chambre du Reich pour les arts plastiques, sur le fait que des tableaux d'un soldat du front, tombé à Verdun soient présents dans cette exposition. Le Frankfurter Zeitung du 14 novembre 1937 retraça laconiquement l'éloignement des Chevaux bleus. Puisque les œuvres « dégénérées » devaient être vendues en Suisse contre des devises, elles ont été stockées temporairement au château de Schönhausen. Le tableau était alors estimé à 80 000 Reichsmarks.
Hermann Göring choisit treize tableaux pour sa collection personnelle, dont deux de Marc (Cerfs dans la forêt et La Tour des chevaux bleus, qui alors été estimé à 20 000 Reichsmarks). Göring a payé 165 000 Reichsmarks pour les treize tableaux,,.
L'historien de l'art et conservateur Edwin Redslob (de), ainsi que le journaliste berlinois Joachim Nawrocki, ont affirmé avoir vu le tableau après la guerre. D'après Redslob, il aurait été vers 1945 à la Haus am Waldsee (ancien siège de la Chambre du film du Reich à Zehlendorf) et Nawrocki l'aurait vu en 1948-1849 dans un foyer de jeunes à proximité. Il a rapporté que le tableau était endommagé par des incisions. Ce foyer était l'ancienne demeure de Wolf-Heinrich von Helldorf, ancien président de la police de Berlin, qui a été pendu comme résistant au nazisme en 1944,.
En 2001, on a supposé que le tableau était caché dans le coffre d'une banque de Zurich mais cela n'a pas été prouvé.